# Риу-Вермелью
Риу-Вермелью (порт. Rio Vermelho) — муниципалитет в Бразилии, входит в штат Минас-Жерайс. Составная часть мезорегиона Агломерация Белу-Оризонти. Входит в экономико-статистический микрорегион Консейсан-ду-Мату-Дентру. Население составляет 14 198 человек на 2006 год. Занимает площадь 987,222 км². Плотность населения — 14,4 чел./км².

## История
Город основан 31 января 1939 года.

## Статистика
- Валовой внутренний продукт на 2003 год составляет 33 503 765,00 реалов (данные: Бразильский институт географии и статистики).
- Валовой внутренний продукт на душу населения на 2003 год составляет 2514,00 реалов (данные: Бразильский институт географии и статистики).
- Индекс развития человеческого потенциала на 2000 год составляет 0,635 (данные: Программа развития ООН).

## География
Климат местности: тропический.